# Amedeo Carboni
Amedeo Carboni (* 6. duben 1965, Arezzo, Itálie) je bývalý italský fotbalový obránce. Po skončení fotbalové kariéry se stal na rok sportovním ředitelem ve Valencii a poté se stává publicistou.

## Klubová kariéra
Vyrůstal v Arezzu, kde odehrál první zápasy mezi dospělými. Do roku 1988 hrál ve třech klubech, ale ani v jednom se neuchytil. Až v Sampdorii v sezoně 1988/89. Tady hrál dvě sezony a vyhrál pohár PVP a také italský pohár.
Od roku 1990 byl hráčem Říma, kde odehrál celkem 230 utkání. S klubem získal svůj druhý italský pohár. Po sedmi letech se rozhodl odejít a vybral si angažmá ve španělské Valencii. Tady strávil devět let a zažil největší úspěchy v kariéře. Byl dvakrát za sebou ve finále LM (1999/00 a 2000/01), vždy ale prohrál. V sezoně 2003/04 získal pohár UEFA a poté také Superpohár UEFA 2004. Dvakrát vyhrál španělskou ligu (2001/02, 2003/04) a po jedné trofeji získal španělský pohár (1998/99) i španělský superpohár (1999). Kariéru ukončil v roce 2006 ve 41 letech a po celkem 348 utkání ve Valencii.

## Hráčská statistika
| Sezóna  | Klub      | Liga             | Liga   | Liga | Ligové poháry | Ligové poháry | Ligové poháry | Kontinentální poháry | Kontinentální poháry | Kontinentální poháry | Celkem | Celkem |
| Sezóna  | Klub      | Soutěž           | Zápasy | Góly | Soutěž        | Zápasy        | Góly          | Soutěž               | Zápasy               | Góly                 | Zápasy | Góly   |
| ------- | --------- | ---------------- | ------ | ---- | ------------- | ------------- | ------------- | -------------------- | -------------------- | -------------------- | ------ | ------ |
| 1984/85 | Arezzo    | Serie B          | 22     | 1    | IP            | 1             | 0             | -                    | 0                    | 0                    | 23     | 1      |
| 1985/86 | Bari      | Serie A          | 10     | 0    | IP            | 3             | 0             | -                    | 0                    | 0                    | 13     | 0      |
| 1986/87 | Empoli    | Serie A          | 11     | 0    | IP            | 2             | 0             | -                    | 0                    | 0                    | 13     | 0      |
| 1987/88 | Parma     | Serie B          | 28     | 1    | IP            | 6             | 0             | -                    | 0                    | 0                    | 34     | 1      |
| 1988/89 | Sampdoria | Serie A          | 31     | 1    | IP+IS         | 12+1          | 0             | PVP                  | 4                    | 1                    | 48     | 2      |
| 1989/90 | Sampdoria | Serie A          | 29     | 1    | IP+IS         | 3+1           | 0             | PVP                  | 7                    | 0                    | 40     | 1      |
| 1990/91 | Řím       | Serie A          | 30     | 1    | IP            | 9             | 0             | UEFA                 | 4                    | 0                    | 43     | 1      |
| 1991/92 | Řím       | Serie A          | 33     | 0    | IP+IS         | 5+1           | 0             | PVP                  | 6                    | 0                    | 45     | 0      |
| 1992/93 | Řím       | Serie A          | 9      | 0    | IP            | 3             | 0             | UEFA                 | 3                    | 0                    | 15     | 0      |
| 1993/94 | Řím       | Serie A          | 32     | 1    | IP            | 3             | 0             | -                    | 0                    | 0                    | 35     | 1      |
| 1994/95 | Řím       | Serie A          | 30     | 0    | IP            | 3             | 0             | -                    | 0                    | 0                    | 33     | 0      |
| 1995/96 | Řím       | Serie A          | 29     | 0    | IP            | 0             | 0             | UEFA                 | 6                    | 1                    | 35     | 1      |
| 1996/97 | Řím       | Serie A          | 23     | 1    | IP            | 0             | 0             | UEFA                 | 1                    | 0                    | 24     | 1      |
| 1997/98 | Valencia  | Primera División | 29     | 0    | ŠP            | 6             | 0             | -                    | 0                    | 0                    | 35     | 0      |
| 1998/99 | Valencia  | Primera División | 36     | 0    | ŠP            | 6             | 0             | Int.+UEFA            | 5+4                  | 0                    | 51     | 0      |
| 1999/00 | Valencia  | Primera División | 28     | 1    | ŠP+ŠS         | 1+2           | 0             | LM                   | 15                   | 0                    | 46     | 1      |
| 2000/01 | Valencia  | Primera División | 24     | 0    | ŠP            | 1             | 0             | LM                   | 14                   | 0                    | 39     | 0      |
| 2001/02 | Valencia  | Primera División | 33     | 0    | ŠP            | 0             | 0             | UEFA                 | 9                    | 0                    | 42     | 0      |
| 2002/03 | Valencia  | Primera División | 29     | 0    | ŠP+ŠS         | 1+2           | 0             | LM                   | 11                   | 0                    | 43     | 0      |
| 2003/04 | Valencia  | Primera División | 33     | 0    | ŠP            | 3             | 0             | UEFA                 | 11                   | 0                    | 47     | 0      |
| 2004/05 | Valencia  | Primera División | 28     | 0    | ŠP+ŠS         | 0+2           | 0             | LM+UEFA+ES           | 5+1+1                | 0                    | 37     | 0      |
| 2005/06 | Valencia  | Primera División | 5      | 0    | ŠP            | 1             | 0             | Int.                 | 2                    | 0                    | 8      | 0      |
| Celkem  | Celkem    | Celkem           | 562    | 8    | -             | 78            | 0             | -                    | 109                  | 2                    | 749    | 10     |

## Reprezentační kariéra
Za reprezentaci odehrál 18 utkání. První zápas odehrál 25. března 1992 proti Německu (1:0). Poté odcestoval na ME 1996, kde odehrál dva zápasy. Poslední utkání odehrál 2. dubna 1997 proti Polsku (0:0).

## Úspěchy

### Klubové
- 2× vítěz španělské ligy (2001/02, 2003/04)
- 2× vítěz italského poháru (1988/89, 1990/91)
- 1× vítěz španělského poháru (1998/99)
- 1× vítěz španělského superpoháru (1999)
- 1× vítěz poháru PVP (1989/90)
- 1× vítěz poháru UEFA (2003/04)
- 1× vítěz evropského superpoháru (2004)
- 1× vítěz poháru intertoto (1998)

### Reprezentační
- 1× na ME (1996)